# Zbigniew Szwejkowski
Zbigniew Szwejkowski (ur. 31 października 1949 w Nowym Mieście Lubawskim) – polski agrometeorolog i klimatolog.

## Życiorys
W 1973 ukończył studia w Akademii Rolniczo-Technicznej w Olsztynie. W 1979 uzyskał stopień doktora nauk rolniczych, a w 1990 doktora habilitowanego (Specjalistyczne zmianowania kukurydziano-zbożowe w warunkach Polski północno-wschodniej). W 1998  uzyskał tytuł naukowy profesora, a 2002 stanowisko profesora zwyczajnego.
Jest kierownikiem Katedry Meteorologii i Klimatologi Wydziału Kształtowania Środowiska i Rolnictwa Uniwersytetu Warmińsko-Mazurskiego w Olsztynie. W latach 1999–2005 pełnił funkcję prodziekana Wydziału Kształtowania Środowiska i Rolnictwa UWM ds. studiów zaocznych. Jest członkiem Polskiego Towarzystwa Agronomicznego (wiceprzewodniczącym oddziału) oraz  International Soil Tillage Research Organisation.
Odbył kilka krajowych i zagranicznych staży naukowych m.in.:  JZD Dolany (Czechy, 1986), Uniwersytet Rolniczy w Uppsali (Szwecja, 1981), Hammar (Norwegia, 1992), University of Arizona (Tucson – USA, 1998), University of British Columbia (Vancouver – Kanada, 2000). Wizytował University of California (at Davis/San Francisco – USA, (2000) oraz University of Texas at Dallas (2001/2002).
Organizował wiele konferencji krajowych i międzynarodowych. Jego dorobek naukowy stanowi ponad 100 pozycji opublikowanych w czasopismach krajowych i zagranicznych. Wypromował czterech doktorów nauk rolniczych (w tym jednego z Republiki Jemenu).
Został wielokrotnie odznaczony, otrzymał m.in. Złoty Krzyż Zasługi, Medal Komisji Edukacji Narodowej i odznakę honorową „Zasłużony dla Rolnictwa”.

## Publikacje
1. Lelusz H., Rzeszutek J., Szwejkowski J. Wybrane zagadnienia z ekonomiki rolnictwa. Olsztyn 1984.
2. XXV Zjazd Agrometeorologów. Komit. organizacyjny konferencji i zespół redakcyjny materiałów zjazdowych Zbigniew Szwejkowski et al.] Olsztyn 1994.
3. Pogoda, klimat i środowisko. Olsztyn 2004.